# Eva van de Wijdeven
Eva van de Wijdeven (Goirle, 24 februari 1985) is een Nederlandse actrice. Ze speelt in televisieseries, theaterstukken en (televisie)films.

## Achtergrond
Van de Wijdeven ging naar de algemeen-bijzondere school de Werkplaats Kindergemeenschap te Bilthoven. Ze speelde bij de jeugdgroep Domenica van de Paardenkathedraal, toen ze werd uitgenodigd om auditie te doen voor een nieuwe serie van de NPS: Dunya & Desie. Ze brak in 2002 door met de rol van titelpersonage Desie. In 2005 speelde ze in De Vader, een stuk van de Paardenkathedraal en Paula Bangels. Ook had ze een rol in de twaalfdelige dramaserie Vuurzee van de VARA. In 2006 speelde Van de Wijdeven in de toneelversie van de film Paris, Texas van Paula Bangels. In 2006 speelde ze tevens in de televisiefilm Escort. In 2008 kwam de film Dunya & Desie in Marokko uit waarin Van de Wijdeven weer te zien is in de rol van Desie.
Van 2011 tot en met 2016 was Van de Wijdeven te zien als Eva van Amstel in de dramaserie A'dam - E.V.A., die gemaakt werd door de NTR, de VARA en de VPRO. Tussen 2014 en 2017 speelde ze rol van Frederica "Freddy" Hendriks in de dramaserie Celblok H. In 2017 vertolkte ze de hoofdrol van Victoria Kramer in de dramaserie De mannentester, gebaseerd op de gelijknamige roman van Heleen van Royen.
In 2021 was Van de Wijdeven een van de deelnemers van het 21e seizoen van het RTL 4-programma Expeditie Robinson, ze viel als tweede af en eindigde daarmee op de 25e plaats.
In februari 2024 vertolkte Van de Wijdeven samen met Holly Mae Brood de hoofdrol als Patty Brard in de Videoland-serie PATTY.

## Theater
- 2002: Rebel (De Opkomst, Christine van Stralen)
- 2005: De vader (Paardenkathedraal, Paula Bangels)
- 2006: Paris, Texas (Paardenkathedraal, Paula Bangels)
- 2007: Kassa! (Paardenkathedraal, Paula Bangels)
- 2008: Closer (Paardenkathedraal, Paula Bangels)
- 2010: Tirza (Het Nationale Toneel, Johan Doesburg)
- 2011: Bij het kanaal naar links (Orkater, Alex van Warmerdam)
- 2012: Wie is er bang voor Virginia Woolf? (Hummelinck Stuurman Theaterbureau, Paula Bangels)
- 2014: Agnes van God (Albert Verlinde Entertainment, Paula Bangels)
- 2016: Het gelukzalige (Orkater, Alex van Warmerdam)
- 2018-heden: Judas, als Miljuschka Witzenhausen (naar het gelijknamige boek van Astrid Holleeder)[3]